# Нарнія: Небіж чаклуна
«Нарнія: Небіж чаклуна» (англ. Narnia: The Magician's Nephew) — американський епічний фентезійний кінофільм 2026 року, зрежисований і написаний Ґретою Ґервіґ. Екранізація однойменного роману Клайва Стейплза Льюїса та четвертий повнометражний фільм у серії «Хроніки Нарнії», приквел історії.
Головні дитячі ролі виконають Девід Маккенна та Беатріс Кемпбелл, серед дорослого акторського складу — Денієл Крейг, Емма Макі, Меріл Стріп і Кері Малліган. Вихід фільму в прокат відбудеться 26 листопада 2026 року, 25 грудня того ж року він з'явиться в потоковому сервісі Netflix.

## Сюжет
Приквел серії «Хроніки Нарнії». Фільм розповість про створення світу Нарнії левом Асланом, а також двох лондонських дітей, Дігорі та Поллі, які за допомогою дядька Дігорі, чаклуна Ендрю, мандрують до Нарнії через Ліс між світами…

## У ролях
- Девід Маккенна — Дігорі Керк
- Беатріс Кемпбелл — Поллі Пламмер
- Денієл Крейг — Ендрю Кеттерлі, чаклун, дядько Дігорі
- Емма Макі — королева Джадіс (Біла Відьма)
- Меріл Стріп — лев Аслан (озвучка)
- Кері Малліган — Мейбл Керк, мати Дігорі

## Створення
Наміри продовжити кіновсесвіт «Хронік Нарнії» тривали з 2011 року. The Mark Gordon Company планувала екранізувати «Срібне крісло» в режисурі Джо Джонстона, постановника «Людини-вовка» та «Першого месника».
У 2018 році декілька компаній, зокрема Netflix, уклали спільну угоду про подальше створення кінофільмів і телесеріалів всесвіту «Хронік Нарнії». Тільки після касового успіху «Барбі» у 2023 році продюсери передали режисерські обов'язки перших двох екранізацій Ґреті Ґервіґ. Режисерка, що зростала на «Хроніках Нарнії», давно мріяла екранізувати книги цієї серії, написавши чорновий варіант сценарію ще до «Барбі».
Найбільший кастинг з усіх дорослих ролей проводився для королеви Джадіс (Білої Відьми). Серед кандидаток була співачка Charli XCX, проте найбільше творців зацікавили Марґарет Кволлі та Емма Макі, остання з яких і була затверджена на цю роль.
Знімальний процес почався 11 серпня 2025 року в Лондоні та на кіностудії Шеппертон. За візуальне рішення фільму відповідає оператор Шеймус Макгарві, який фільмує «Небожа чаклуна» на 35-мм кіноплівку у форматі VistaVision.